# 奧蘭治泉 (佛羅里達州)
奧蘭治泉（英語：Orange Springs）是位於美國佛羅里達州馬里昂縣的一個非建制地區。該地的面積和人口皆未知。

## 地理
奧蘭治泉的座標為29°30′21″N 82°56′44″W / 29.50583°N 82.94556°W，而該地的平均海拔高度為18米（即59英尺）。